# Jamie Cullum
Jamie Cullum (Rochford (Essex), 20 augustus 1979) is een Brits zanger en multi-instrumentalist. Hij begeleidt zichzelf voornamelijk op piano, maar doet dit soms ook met andere instrumenten, zoals drums of gitaar. Tussen 1999 en 2014 bracht hij zeven studioalbums uit, waarvan Interlude de laatste is.
Sinds april 2010 presenteert Cullum wekelijks een jazzshow op BBC Radio 2.

## Biografie

### Jeugdjaren
Cullum werd geboren in Rochford, Essex. Hij groeide op in Hullavington, Wiltshire.
Zijn moeder, Yvonne, is een secretaresse van Anglo-Birmaanse afkomst, wier familie zich in Noord-Engeland vestigde nadat Birma onafhankelijk werd verklaard. 
Zijn Britse vader, John Cullum, werkte in financiën. Zijn grootvader van vaders kant was een Britse legerofficier en zijn grootmoeder van vaders kant was een Joodse vluchteling uit Pruisen, die in Berlijn in nachtclubs zong.
Op dertienjarige leeftijd begon hij met het maken van muziek. Zijn eerste baantje was als pianist bij de lokale Pizza Express.
Cullum volgde een opleiding aan de Grittleton House School, een onafhankelijke school in het dorp Grittleton, vlak bij het stadje Chippenham in Wiltshire. Daarna ging hij naar de Sheldon School, een scholengemeenschap in hetzelfde graafschap. In tegenstelling tot wat soms wordt beweerd, kreeg hij geen plaats aangeboden aan universiteit van Oxford. Hij ging Engelse literatuur en Filmwetenschappen studeren aan de Universiteit van Reading, waaraan hij afstudeerde met een First Class Honours, de hoogste academische beoordeling in het Britse onderwijssysteem.

### Begin van muziekcarrière
Met een budget van £48 produceerde Cullum in 1999, op negentienjarige leeftijd, zijn eerste album, Jamie Cullum Trio-Heard it All Before, waarvan een beperkte oplage werd gemaakt. Vanwege hun zeldzaamheid worden de originele exemplaren tegenwoordig verkocht voor een bedrag tot wel £600 op eBay. Dankzij dit album kwam hij in contact met bassist Geoff Gascoyne, waarna hij op Gascoynes album Songs of the summer meespeelde.
Na zijn afstuderen aan de Universiteit van Reading bracht Cullum zijn eerste studioalbum uit, Pointless Nostalgic. Dit album trok de aandacht van grote spelers in de muziekwereld, onder wie Michael Parkinson en Melvyn Bragg. Na zijn eerste televisieoptreden, in april 2003, tekende hij een platencontract voor 1 miljoen Britse pond met Universal Records, voor de productie van drie studioalbums.

### Doorbraak en tournees
Het tweede studioalbum, Twentysomething, werd een jaar later, in 2004, uitgebracht. Dit album behaalde de platinum-status en stond wekenlang op de hoogste positie van de Britse hitlijsten. Het album was tevens het bestverkochte studioalbum aller tijden van een jazzmuzikant in het Verenigd Koninkrijk, en zorgde ervoor dat Cullum, volgens de verkoopcijfers, de meest succesvolle jazzartiest van 2003 was.
Het derde album, Catching Tales, werd het daaropvolgende jaar uitgebracht. Dit album werd, net zoals zijn vorige album, geproduceerd door Stewart Levine. Het album werd in het Verenigd Koninkrijk en in Nederland uitgebracht op 26 september 2005, en in de Verenigde Staten twee weken later, op 11 oktober. Het nummer Fascinating Rhythm staat niet op de Amerikaanse en Franse versie van het album.
Cullum speelde in de jaren daarna op talloze festivals en werkte met de grootste artiesten ter wereld samen. Hij stond onder andere meerdere malen op het Glastonbury Festival (in 2004 en 2009), het New Orleans Jazz & Heritage Festival (in 2005), Coachella (2005), het North Sea Jazz Festival (2004, 2009, 2013), het Playboy Jazz Festival (2006) en het Jakarta International Java Jazz Festival (2007). Daarnaast werkte hij met een aantal bekende artiesten, onder wie Kylie Minogue, de Sugababes, rapper Will.i.am, Burt Bacharach en The Heritage Orchestra.
Op 29 april 2006 speelde Cullum voor een menigte van meer dan een miljoen toeschouwers tijdens de festiviteiten voor Koninginnedag op het Museumplein in Amsterdam. Als statement droeg hij een T-shirt van zangeres Anouk, die hij zeer bewondert.

### Een nieuw album en de vervolgjaren
Na een jarenlange periode van optredens en festivals richtte Cullum zich weer op de productie van een nieuw studioalbum. Zijn twee vaste bandleden, Geoff Gasgoyne en Sebastiaan de Krom, hadden na zeven jaar hetzelfde repertoire zin in wat anders en verlieten de band van Cullum. Percussionist Tom Richards bleef wel. Met nieuwe muzikanten en een nieuwe producer maakte Jamie het album The Pursuit, waarop hij voor het eerst gebruik maakte van meer elektronische muziek. Het album kwam in 2009 uit. Het werd opgenomen op verschillende plaatsen, waaronder Cullums keuken, een studio in Los Angeles en Terrified Studios (zijn eigen studio in Shepherd's Bush).
Sinds 2010 presenteert Cullum elke dinsdagavond een jazzshow op BBC Radio 2.. In 2011 werkte hij samen met de rapgroep Stereo MC's in het nummer Boy.
Op 17 mei 2013 werd zijn studioalbum, Momentum, uitgebracht. Het album bevat nummers van meer dan tien componisten, onder wie Cullum zelf, zijn broer Ben Cullum en Cole Porter. Zijn aanpak bij dit album was volledig anders dan die bij zijn vorige platen. Hij maakte gebruik van thuisdemo's en gebruikte allerlei instrumenten en gadgets tijdens het opnameproces, waaronder iPhone-Apps en allerlei prullaria, zoals cassetterecorders en kringloopmaterialen.
Op 6 oktober 2014 kwam zijn album Interlude uit. Met dit album gaat Cullum terug meer de jazz-kant op.

## Privéleven
Cullum is getrouwd met voormalig model en schrijfster Sophie Dahl, met wie hij twee dochters heeft.
Cullum staat niet alleen bekend om zijn vaardigheden met de piano, maar ook om zijn energieke en creatieve muziekstijl met andere instrumenten. Hij maakt veel gebruik van een zogenaamde stomp box, gemaakt van een klein houten blok, of een loop machine, waarmee hij een melodie van vier of acht tellen zingt of speelt en vervolgens over deze 'loop' heen speelt. Daarnaast maakt hij regelmatig gebruik van beatboxing tijdens zijn optredens.

### Invloeden
Hoewel Cullum in eerste instantie een jazzmusicus is, beoefent hij een breed scala van genres en stijlen. Hij wordt beschouwd als een "crossover"-musicus, die zijn wortels in de jazz heeft. Cullum put inspiratie uit het werk van veel verschillende muzikanten en luistert zelf naar een eclectische mix van muziek van Miles Davis, Tom Waits en vele anderen. Cullum zegt zelf dat hij muzikaal het meest door zijn oudere broer, Ben Cullum, wordt beïnvloed, en de twee blijven tot op heden nauw samenwerken.

## Discografie

### Albums
| Album met eventuele hitnotering(en) in de Nederlandse Album Top 100 | Datum van verschijnen | Datum van binnenkomst | Hoogste positie | Aantal weken | Opmerkingen           |
| ------------------------------------------------------------------- | --------------------- | --------------------- | --------------- | ------------ | --------------------- |
| Heard It All Before                                                 | 1999                  | -                     |                 |              | als Jamie Cullum Trio |
| Pointless Nostalgic                                                 | 2002                  | -                     |                 |              |                       |
| Twentysomething                                                     | 28-03-2004            | 17-04-2004            | 3               | 82           |                       |
| Catching Tales                                                      | 26-09-2005            | 01-10-2005            | 3               | 28           |                       |
| The Pursuit                                                         | 06-11-2009            | 14-11-2009            | 11              | 21           |                       |
| Momentum                                                            | 17-05-2013            | 25-05-2013            | 27              | 6            |                       |
| Interlude                                                           | 03-10-2014            | 11-10-2014            | 42              | 5            |                       |
| Taller                                                              | 07-06-2019            | -                     | 55              | -            |                       |
| The Pianoman at Christmas                                           | 2020                  | -                     |                 |              |                       |

| Album met hitnotering(en) in de Vlaamse Ultratop 200 albums | Datum van verschijnen | Datum van binnenkomst | Hoogste positie | Aantal weken | Opmerkingen |
| ----------------------------------------------------------- | --------------------- | --------------------- | --------------- | ------------ | ----------- |
| Twentysomething                                             | 2004                  | 10-04-2004            | 14              | 55           |             |
| Catching Tales                                              | 2005                  | 08-10-2005            | 9               | 24           |             |
| The Pursuit                                                 | 2009                  | 14-11-2009            | 25              | 25           |             |
| Momentum                                                    | 2013                  | 01-06-2013            | 19              | 30           |             |
| Interlude                                                   | 2014                  | 18-10-2014            | 25              | 10           |             |
| Taller                                                      | 2019                  | 07-06-2019            | 88              | -            |             |

### Singles
| Single met eventuele hitnotering(en) in de Nederlandse Top 40 | Datum van verschijnen | Datum van binnenkomst | Hoogste positie | Aantal weken | Opmerkingen                          |
| ------------------------------------------------------------- | --------------------- | --------------------- | --------------- | ------------ | ------------------------------------ |
| All at Sea                                                    | 2004                  | -                     |                 |              | Nr. 79 in de Single Top 100          |
| Everlasting Love                                              | 2004                  | 27-11-2004            | 35              | 4            | Nr. 19 in de Single Top 100          |
| Get Your Way                                                  | 2005                  | 24-09-2005            | 26              | 9            | Nr. 31 in de Single Top 100          |
| Mind Trick                                                    | 2005                  | 10-12-2005            | 27              | 6            | Nr. 63 in de Single Top 100          |
| Photograph                                                    | 2006                  | -                     |                 |              | Nr. 88 in de Single Top 100          |
| I'm All over It                                               | 2009                  | 17-10-2009            | tip4            | -            | Nr. 63 in de Single Top 100          |
| Don't Stop the Music                                          | 2010                  | 30-01-2010            | 24              | 6            | Nr. 79 in de Single Top 100          |
| Remember When                                                 | 2010                  | 30-10-2010            | tip10           | -            | met 5K / Nr. 92 in de Single Top 100 |

| Single met hitnotering(en) in de Vlaamse Ultratop 50 | Datum van verschijnen | Datum van binnenkomst | Hoogste positie | Aantal weken | Opmerkingen                        |
| ---------------------------------------------------- | --------------------- | --------------------- | --------------- | ------------ | ---------------------------------- |
| Everlasting Love                                     | 2004                  | 04-12-2004            | tip17           | -            |                                    |
| I'm All over It                                      | 2009                  | 14-11-2009            | tip8            | -            |                                    |
| Don't Stop the Music                                 | 2010                  | 27-02-2010            | tip2            | -            |                                    |
| Everything You Didn't Do                             | 2013                  | 25-05-2013            | tip43           |              | met Carlos Sadness, Frank T & Nita |
| Edge of Something                                    | 2013                  | 13-07-2013            | tip54           | -            |                                    |
| You're Not the Only One                              | 2013                  | 24-08-2013            | tip16           | -            |                                    |
| When I Get Famous                                    | 2013                  | 30-11-2013            | tip34           | -            |                                    |
| Don't Let Me Be Misunderstood                        | 2014                  | 20-09-2014            | tip40           | -            | met Gregory Porter                 |
| Show Me the Magic                                    | 2016                  | 17-12-2016            | tip16           | -            |                                    |
| Drink                                                | 2019                  | 22-06-2019            | tip             | -            |                                    |
| Usher                                                | 2019                  | 13-07-2019            | tip             | -            |                                    |
| Merry Xmas Everybody                                 | 2019                  | 21-12-2019            | tip37           | -            | met Robbie Williams                |
| It's Christmas                                       | 2020                  | 12-12-2020            | tip             | -            |                                    |
| Hang Your Lights                                     | 2020                  | 19-12-2020            | tip             | -            |                                    |

### NPO Radio 2 Top 2000
| Nummers met noteringen in de NPO Radio 2 Top 2000 | '05 | '06  | '07  | '08  | '09  | '10  | '11  | '12 | '13  |
| ------------------------------------------------- | --- | ---- | ---- | ---- | ---- | ---- | ---- | --- | ---- |
| All at Sea                                        | 804 | 1324 | 1554 | 1699 | 1673 | 1911 | 1977 | -   | 1747 |
| Everlasting Love                                  | -   | 889  | 1297 | 1756 | 1356 | 1687 | 1898 | -   | -    |

1. ↑  Een '-' betekent dat het nummer niet was genoteerd en een vetgedrukt getal geeft de hoogste notering van een nummer aan.
2. ↑  2005 was het eerste jaar met een notering voor Jamie Cullum.
3. ↑  Deze tabel is bijgewerkt tot en met de laatste editie (2024).

### Dvd's
| Dvd's met hitnoteringen in de Nederlandse Music Top 30 | Datum van verschijnen | Datum van binnenkomst | Hoogste positie | Aantal weken | Opmerkingen |
| ------------------------------------------------------ | --------------------- | --------------------- | --------------- | ------------ | ----------- |
| Live At Blenheim Palace                                | 2004                  | 06-11-2004            | 7               | 38           |             |